# Magna Lykseth-Skogman
Magna Elvine Lykseth-Skogman, (tidigare även Magna Lykseth-Schjerven), född Lykseth den 6 februari 1874 i Kristiania (nuvarande Oslo), död den 14 november 1949 i Danderyd, var en svensk operasångerska (sopran).

## Biografi
Lykseth-Skogman var elev till Ida Basilier-Magelssen i Oslo samt till John Forsell och Gillis Bratt i Stockholm. Hon var 1898–1899 anställd vid Lombergs operasällskap och sjöng under denna tid flera betydande sopranpartier i svenska landsorten. Hon var anställd vid Kungliga Teatern 1901–1918. Hon debuterade som Santuzza i Mascagnis På Sicilien, Elsa i Wagners Lohengrin och Marguerite i Gounods Faust. Utöver flera roller i Mozartoperor och Agathe i Friskytten gjorde hon många Wagnerroller, bland annat Elisabeth i Tannhäuser, Brünhilde vid de svenska premiärerna av Siegfried 1905, Ragnarök 1907, Isolde 1909 och Kundry i Parsifal 1917.
Hon framträdde även som konsert- och oratoriesångare med gästspel i Danmark och Norge.
Lykseth-Skogman tilldelades Litteris et Artibus 1907 och invaldes som ledamot nr 538 av Kungliga Musikaliska Akademien den 31 oktober 1912.
Lykseth-Skogman var gift grosshandlaren O.J. Schjerven 1904–1910 och med friherre Karl Skogman (1864–1945) från 1911 till hans död.

## Rollfoton

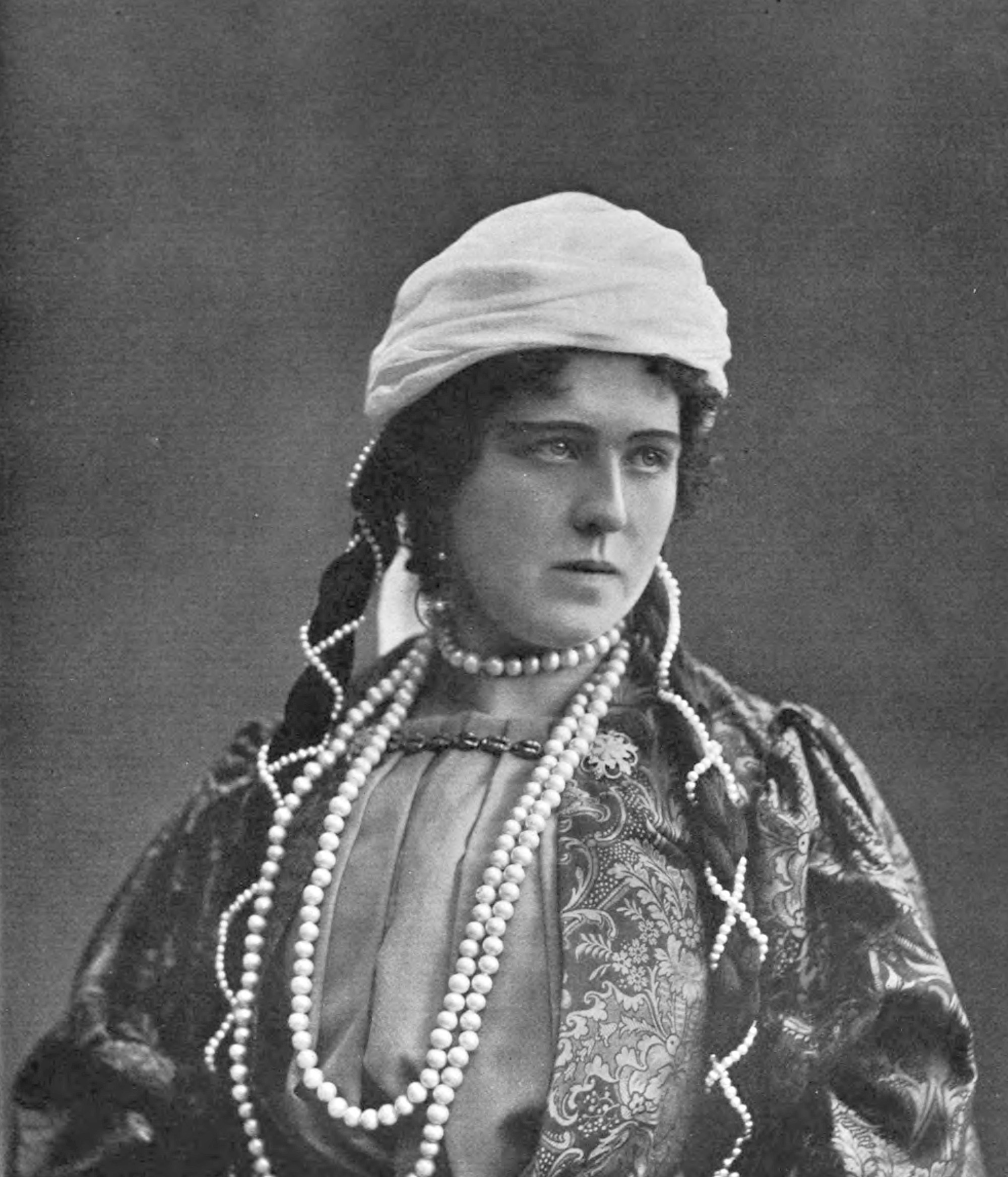
Som Rakel i Judinnan på Stockholmsoperan 1906.

## Diskografi
- Wagner in Stockholm : recordings 1899–1970. Bluebell CD02-2698--2701. 2002. – Innehåll: 5. Dich, teure Halle (Ur: Tannhäuser).